# Route d'Occitanie 2023
La Route d'Occitanie 2023, quarantasettesima edizione della corsa, valevole come prova dell'UCI Europe Tour 2023 categoria 2.1, si svolge in 4 tappe dal 15 al 18 giugno 2023 su un percorso di 720 km, con partenza da Narbonne e arrivo ad Saint-Girons nella regione dell'Occitania, nel sud della Francia. La vittoria fu appannaggio del canadese Michael Woods, che completò il percorso in 18h00'02", alla media di 42,081 km/h, precedendo lo spagnolo Cristián Rodríguez ed il tedesco Georg Steinhauser.

## Tappe
| Tappa  | Data      | Percorso                       | km    | Vincitore di tappa  | Leader cl. generale |
| ------ | --------- | ------------------------------ | ----- | ------------------- | ------------------- |
| 1ª     | 15 giugno | Narbonne > Gruissan            | 184,3 | Marijn van den Berg | Marijn van den Berg |
| 2ª     | 16 giugno | Cazouls-lès-Béziers > Graulhet | 182   | Jason Tesson        | Marijn van den Berg |
| 3ª     | 17 giugno | Gimont > Nistos                | 189   | Michael Woods       | Michael Woods       |
| 4ª     | 18 giugno | Saint-Gaudens > Saint-Girons   | 164,7 | Simon Carr          | Michael Woods       |
| Totale | Totale    | Totale                         | 720   |                     |                     |

## Squadre partecipanti
| N.    | Cod. | Squadra                |
| ----- | ---- | ---------------------- |
| 1-6   | IPT  | Israel-Premier Tech    |
| 11-17 | IGD  | Ineos Grenadiers       |
| 21-26 | COF  | Cofidis                |
| 31-37 | MOV  | Movistar Team          |
| 41-46 | UXT  | Uno-X Pro Cycling Team |
| 51-57 | ARK  | Team Arkéa-Samsic      |
| 61-67 | TEN  | TotalEnergies          |
| 71-77 | EFE  | EF Education-EasyPost  |
| 81-87 | EKP  | Equipo Kern Pharma     |

| N.      | Cod. | Squadra                           |
| ------- | ---- | --------------------------------- |
| 91-97   | BBH  | Burgos-BH                         |
| 101-107 | UCN  | CIC U Nantes Atlantique           |
| 111-117 | GFC  | Groupama-FDJ                      |
| 121-127 | CJR  | Caja Rural-Seguros RGA            |
| 131-137 | ACT  | AG2R Citroën Team                 |
| 141-147 | AUB  | St Michel-Mavic-Auber93           |
| 151-157 | VRL  | Van Rysel-Roubaix Lille Métropole |
| 161-167 | NMC  | Nice Métropole Côte d'Azur        |
| 171-177 | EUS  | Euskaltel-Euskadi                 |

## Dettagli delle tappe

### 1ª tappa
- 15 giugno: Narbonne > Gruissan – 184,3 km

Risultati
| Pos. | Corridore           | Squadra       | Tempo    |
| ---- | ------------------- | ------------- | -------- |
| 1    | Marijn van den Berg | EF            | 4h18'54" |
| 2    | Sandy Dujardin      | TotalEnergies | s.t.     |
| 3    | Paul Penhoët        | Groupama      | s.t.     |

| Pos. | Corridore           | Squadra       | Tempo    |
| ---- | ------------------- | ------------- | -------- |
| 1    | Marijn van den Berg | EF            | 4h18'44" |
| 2    | Sandy Dujardin      | TotalEnergies | a 4"     |
| 3    | Paul Penhoët        | Groupama      | a 6"     |

### 2ª tappa
- 16 giugno: Cazouls-lès-Béziers > Graulhet – 182 km

Risultati
| Pos. | Corridore     | Squadra       | Tempo    |
| ---- | ------------- | ------------- | -------- |
| 1    | Jason Tesson  | TotalEnergies | 4h44'14" |
| 2    | Corbin Strong | Israel        | s.t.     |
| 3    | Elia Viviani  | Ineos         | s.t.     |

| Pos. | Corridore           | Squadra | Tempo    |
| ---- | ------------------- | ------- | -------- |
| 1    | Marijn van den Berg | EF      | 9h02'58" |
| 2    | Benoît Cosnefroy    | AG2R    | a 3"     |
| 3    | Corbin Strong       | Israel  | a 4"     |

### 3ª tappa
- 17 giugno: Gimont > Nistos – 189 km

Risultati
| Pos. | Corridore          | Squadra | Tempo    |
| ---- | ------------------ | ------- | -------- |
| 1    | Michael Woods      | Israel  | 5h02'15" |
| 2    | Cristián Rodríguez | Arkéa   | a 3"     |
| 3    | Jesús Herrada      | Cofidis | s.t.     |

| Pos. | Corridore          | Squadra | Tempo     |
| ---- | ------------------ | ------- | --------- |
| 1    | Michael Woods      | Israel  | 14h05'10" |
| 2    | Cristián Rodríguez | Arkéa   | a 10"     |
| 3    | Georg Steinhauser  | EF      | a 41"     |

### 4ª tappa
- 18 giugno: Saint-Gaudens > Saint-Girons – 164,7 km

Risultati
| Pos. | Corridore           | Squadra  | Tempo    |
| ---- | ------------------- | -------- | -------- |
| 1    | Simon Carr          | EF       | 3h54'50" |
| 2    | Lars van den Berg   | Groupama | s.t.     |
| 3    | Marijn van den Berg | EF       | a 2"     |

| Pos. | Corridore          | Squadra | Tempo     |
| ---- | ------------------ | ------- | --------- |
| 1    | Michael Woods      | Israel  | 18h00'02" |
| 2    | Cristián Rodríguez | Arkéa   | a 10"     |
| 3    | Georg Steinhauser  | EF      | a 41"     |

## Evoluzione delle classifiche
| Tappa              | Vincitore           | Classifica generale Maglia arancione | Classifica a punti Maglia verde | Classifica scalatori Maglia blu | Classifica giovani Maglia bianca | Classifica a squadre |
| ------------------ | ------------------- | ------------------------------------ | ------------------------------- | ------------------------------- | -------------------------------- | -------------------- |
| 1ª                 | Marijn van den Berg | Marijn van den Berg                  | Marijn van den Berg             | Eric Fagundez                   | Marijn van den Berg              | Israel-Premier Tech  |
| 2ª                 | Jason Tesson        | Marijn van den Berg                  | Corbin Strong                   | Carlos García Pierna            | Marijn van den Berg              | Ineos Grenadiers     |
| 3ª                 | Michael Woods       | Michael Woods                        | Corbin Strong                   | Carlos García Pierna            | Georg Steinhauser                | Movistar Team        |
| 4ª                 | Simon Carr          | Michael Woods                        | Marijn van den Berg             | Carlos García Pierna            | Georg Steinhauser                | Movistar Team        |
| Classifiche finali | Classifiche finali  | Michael Woods                        | Marijn van den Berg             | Carlos García Pierna            | Georg Steinhauser                | Movistar Team        |

Maglie indossate da altri ciclisti in caso di due o più maglie vinte
- Nella 2ª tappa Sandy Dujardin ha indossato la maglia verde al posto di Marijn van den Berg e Paul Penhoët ha indossato quella bianca al posto di Marijn van den Berg.
- Nella 3ª tappa Ådne Holter ha indossato la maglia bianca al posto di Marijn van den Berg.

## Classifiche finali

### Classifica generale - Maglia arancione
| Pos. | Corridore          | Squadra  | Tempo     |
| ---- | ------------------ | -------- | --------- |
| 1    | Michael Woods      | Israel   | 18h00'02" |
| 2    | Cristián Rodríguez | Arkéa    | a 10"     |
| 3    | Georg Steinhauser  | EF       | a 41"     |
| 4    | Einer Rubio        | Movistar | a 42"     |
| 5    | D. Pozzovivo       | Israel   | s.t.      |
| 6    | Jesús Herrada      | Cofidis  | a 1'06"   |
| 7    | Victor Lafay       | Cofidis  | a 1'12"   |
| 8    | Iván Sosa          | Movistar | a 1'13"   |
| 9    | Ruben Guerreiro    | Movistar | a 1'21"   |
| 10   | Brandon Rivera     | Ineos    | a 2'03"   |

### Classifica a punti - Maglia verde
| Pos. | Corridore        | Squadra       | Punti |
| ---- | ---------------- | ------------- | ----- |
| 1    | M. van den Berg  | EF            | 50    |
| 2    | Corbin Strong    | Israel        | 43    |
| 3    | Michael Woods    | Israel        | 27    |
| 4    | Benoît Cosnefroy | AG2R          | 23    |
| 5    | Sandy Dujardin   | TotalEnergies | 23    |

### Classifica scalatori - Maglia blu
| Pos. | Corridore         | Squadra   | Punti |
| ---- | ----------------- | --------- | ----- |
| 1    | C. García Pierna  | Kern      | 23    |
| 2    | Lars van den Berg | Groupama  | 18    |
| 3    | Michael Woods     | Israel    | 15    |
| 4    | Pelayo Sánchez    | Burgos-BH | 15    |
| 5    | Andrea Mifsud     | Nice      | 15    |

### Classifica giovani - Maglia bianca
| Pos. | Corridore              | Squadra  | Tempo     |
| ---- | ---------------------- | -------- | --------- |
| 1    | Georg Steinhauser      | EF       | 18h00'43" |
| 2    | Einer Rubio            | Movistar | a 1"      |
| 3    | Valentin Paret-Peintre | AG2R     | a 1'31"   |
| 4    | Diego Camargo          | EF       | a 1'44"   |
| 5    | Jordan Jegat           | CIC      | a 2'10"   |

### Classifica a squadre
| Pos. | Squadra               | Tempo     |
| ---- | --------------------- | --------- |
| 1    | Movistar Team         | 54h03'22" |
| 2    | EF Education-EasyPost | a 1'17"   |
| 3    | Israel-Premier Tech   | a 3'38"   |
| 4    | Team Arkéa-Samsic     | a 5'55"   |
| 5    | Cofidis               | a 6'15"   |